# Ngựa hổ
Ngựa hổ là giống ngựa có nguồn gốc từ Hoa Kỳ và có tổ tiên từ những con ngựa Tây Ban Nha. Người Tây Ban Nha đã không có từ ngữ để chỉ về hay gọi tên những con báo, vì vậy họ gọi tất cả các con mèo với những mảng da báo lốm đốm như thế, được gọi chỉ định chung là con hổ, chỉ đơn giản là con hổ và như vậy, con ngựa này được gọi là El Tigre Caballo hay con ngựa hổ.
Loài ngựa này là con lai của ngựa Bắc Phi (Garb) và ngựa hoang. Hiện giống Tiger Horse chưa bị tuyệt chủng nhưng mỗi năm chỉ có tám con ngựa con chào đời, một con số khá khiêm tốn. Hồi năm 2005, chỉ còn lại 50 cá thể ngựa hổ trên Trái Đất. Năm 1992, Mark và Victoria Varley đã bắt đầu một chương trình nhân giống để tái tạo El Tigre Caballo

## Đặc điểm
Mặc dù mang danh là ngựa hổ nhưng Tiger Horse không có sọc vằn nào trên người, tuy đôi khi một vài con cá biệt có sọc vằn ở móng guốc. Chúng là những ngựa đốm với màu lông giống như ngựa Appaloosa. Con ngựa con hổ có thể biểu gaits ambling khác nhau bao gồm gaits khác nhau bên gọi là "Glider Gait" hay Shuffle đẩy mạnh tốc độ, và chạy đi bộ, cũng như các đường chéo Fox Trot. Ngựa đăng ký phải thể hiện gaits không có các trợ nhân tạo và trong khi hình phẳng.
Có hai loại Tiger Horse, các "Loại Thiên đường" và "Loại Quý phái." Bởi vì các giống Tiger Horse vẫn đang được phát triển, có những biến đổi trong cấu thậm chí trong hai loại. Bờm và đuôi có thể đầy hoặc thưa thớt. Ngựa có thể hiển thị các đặc điểm v phức tạp, bao gồm một màng cứng màu trắng và móng guốc sọc. Các mảng màu như vớ được chấp nhận nhưng không thích hợp, vì chúng có thể là các chỉ số của các gen màu trắng hoặc Sabino.
Cả hai loại này đều có chiều cao trung bình của 60 inches, 152 cm hoặc hơn, mặc dù các loại Heavenly có thể được 64 inches, 163 cm trở lên. Royalty phơi bày một dáng đi mạnh như hạy. Có thể có bộ đuôi thấp, cổ chân thẳng đứng, và vai thẳng. Royalty có một cổ cong uốn cong ở các đốt sống thứ hai, trung bình đến cao tới vai, và chiều dài lại vừa phải. Các loại Heavenly có thể không đượcđầy đủ, chúng thường được nhiều hơn cơ bắp và cao hơn, có cổ chân góc cạnh hơn và vai và chặt chẽ hơn. 